# Bythiospeum taxisi
Bythiospeum taxisi е вид коремоного от семейство Hydrobiidae. Видът е застрашен от изчезване.

## Разпространение
Разпространен е в Германия.

## Описание
Популацията на вида е намаляваща.